# تالوز
التالوز (بالإنجليزية: Talose)‏ هو سكر من السكريات السداسية الألديهيدية. وهو سكر أحادي غير طبيعي يذوب في الماء وهو قليل الذائبية في الميثانول. بعض علماء أصول وجذور الكلمات اقترحوا أن كلمة «تالوز» مشتقة من عملية أتمتة (جعل الشيء أوتوماتيكيا أو آليا) ميثولوجيا إغريقية تدعى تالوس لكن صلة ذلك بأصل الكلمة تبدو غير واضحة. وهو صنو للغلاكتوز على ذرة الكربون رقم 2.